# 1994年全仏オープン
1994年 全仏オープン（1994ねんぜんふつオープン、Internationaux de France de Roland-Garros 1994）は、フランス・パリにある「スタッド・ローラン・ギャロス」にて、1994年5月23日から6月5日にかけて開催された。

## シード選手

### 男子シングルス
1. ピート・サンプラス　（ベスト8）
2. ミヒャエル・シュティヒ　（2回戦）
3. ステファン・エドベリ　（1回戦）
4. アンドレイ・メドベデフ　（ベスト8）
5. ゴラン・イワニセビッチ　（ベスト8）
6. セルジ・ブルゲラ　（優勝、大会2連覇）
7. ジム・クーリエ　（ベスト4）
8. マイケル・チャン　（3回戦）
9. トッド・マーティン　（3回戦）
10. （大会開始前に棄権）
11. トーマス・ムスター　（3回戦）
12. ペトル・コルダ　（1回戦）
13. マグナス・グスタフソン　（1回戦）
14. セドリック・ピオリーン　（2回戦）
15. カルロス・コスタ　（2回戦）
16. リカルド・クライチェク　（3回戦）

### 女子シングルス
1. シュテフィ・グラフ　（ベスト4）
2. アランチャ・サンチェス・ビカリオ　（優勝、5年ぶり2度目）
3. コンチタ・マルチネス　（ベスト4）
4. マルチナ・ナブラチロワ　（1回戦）
5. ヤナ・ノボトナ　（1回戦）
6. 伊達公子　（1回戦）
7. ナターシャ・ズベレワ　（4回戦）
8. ガブリエラ・サバティーニ　（1回戦）
9. リンゼイ・ダベンポート　（3回戦）
10. メアリー・ジョー・フェルナンデス　（3回戦）
11. アンケ・フーバー　（4回戦）
12. マリー・ピエルス　（準優勝）
13. マグダレナ・マレーバ　（1回戦）
14. ジーナ・ガリソン　（1回戦）
15. ヘレナ・スコバ　（3回戦）
16. ザビーネ・ハック　（ベスト8）

## 大会経過

### 男子シングルス
準々決勝
- ジム・クーリエ vs.  ピート・サンプラス　6-4, 5-7, 6-4, 6-4
- セルジ・ブルゲラ vs.  アンドレイ・メドベデフ　6-3, 6-2, 7-5
- アルベルト・ベラサテギ vs.  ゴラン・イワニセビッチ　6-4, 6-3, 6-3
- マグナス・ラーソン vs.  ヘンドリック・ドレークマン　3-6, 6-7, 7-6, 6-0, 6-1

準決勝
- セルジ・ブルゲラ vs.  ジム・クーリエ　6-3, 5-7, 6-3, 6-3
- アルベルト・ベラサテギ vs.  マグナス・ラーソン　6-3, 6-4, 6-1

### 女子シングルス
準々決勝
- シュテフィ・グラフ vs.  イネス・ゴロチャテギ　6-4, 6-1
- マリー・ピエルス vs.  ペトラ・リッター　6-0, 6-2
- コンチタ・マルチネス vs.  ザビーネ・ハック　2-6, 6-0, 6-2
- アランチャ・サンチェス・ビカリオ vs.  ジュリー・アラール　6-1, 7-6

準決勝
- マリー・ピエルス vs.  シュテフィ・グラフ　6-2, 6-2
- アランチャ・サンチェス・ビカリオ vs.  コンチタ・マルチネス　6-3, 6-1

## 決勝戦の結果
- 男子シングルス： セルジ・ブルゲラ vs.  アルベルト・ベラサテギ　6-3, 7-5, 2-6, 6-1
- 女子シングルス： アランチャ・サンチェス・ビカリオ vs.  マリー・ピエルス　6-4, 6-4
- 男子ダブルス： バイロン・ブラック＆ ジョナサン・スターク vs.  ヨナス・ビョークマン＆ ヤン・アペル　6-4, 7-6
- 女子ダブルス： ジジ・フェルナンデス＆ ナターシャ・ズベレワ vs.  リンゼイ・ダベンポート＆ リサ・レイモンド　6-2, 6-2
- 混合ダブルス： メノ・オースティング＆ クリスティ・ボーグルト vs.  アンドレイ・オルホフスキー＆ ラリサ・ネーランド　7-5, 3-6, 7-5

## みどころ
- 男子シングルス決勝で、テニス4大大会史上初の「スペイン対決の決勝」が実現した。セルジ・ブルゲラが前年に続く大会2連覇を達成。準優勝者のアルベルト・ベラサテギは、世界ランキング23位のノーシードから勝ち上がった。この決勝戦には、スペイン国王のフアン・カルロス1世も観戦に訪れた。女子シングルス優勝のアランチャ・サンチェス・ビカリオと合わせて、この大会の男女シングルスは“スペイン・アベック優勝”となった。
- 女子シングルス決勝にフランスのマリー・ピエルスが勝ち上がり、地元ファンを大いに沸かせた。第2シードのアランチャ・サンチェス・ビカリオが1989年以来5年ぶり2度目の優勝。
- 女子シングルス1回戦で、上位シード選手の初戦敗退が相次いだ。第4シードのマルチナ・ナブラチロワ、第5シードのヤナ・ノボトナ、第6シードの伊達公子、第8シードのガブリエラ・サバティーニが1回戦で敗れる波乱の幕開けとなった。